# Pierre Brunet (remero)
Pierre André Brunet (Lyon, 27 de febrero de 1908-Lyon, 12 de mayo de 1979) fue un deportista francés que compitió en remo como timonel.
Participó en los Juegos Olímpicos de Los Ángeles 1932, obteniendo una medalla de bronce en la prueba de dos con timonel. Ganó una medalla de oro en el Campeonato Europeo de Remo de 1931.

## Palmarés internacional
| Juegos Olímpicos   | Juegos Olímpicos             | Juegos Olímpicos  | Juegos Olímpicos |
| Año                | Lugar                        | Medalla           | Prueba           |
| ------------------ | ---------------------------- | ----------------- | ---------------- |
| 1932               | Los Ángeles (Estados Unidos) | Medalla de bronce | Dos con timonel  |
| Campeonato Europeo |                              |                   |                  |
| Año                | Lugar                        | Medalla           | Prueba           |
| 1931               | París (Francia)              | Medalla de oro    | Dos con timonel  |